# Pristimantis aureoventris
Pristimantis aureoventris é uma espécie de anfíbio da família Craugastoridae. Pode ser encontrada na Guiana, em Wei Assipu Tepui, e no Brasil, no Monte Roraima, estado de Roraima.